# David Charles Cannatella
David Charles Cannatella est un herpétologiste américain né en 1954.
Il travaille comme Associate Professor et Curator of Herpetology à l'Université du Texas à Austin.

## Quelques taxons décrits
- Atelopus lynchi
- Atelopus peruensis
- Cochranella bejaranoi
- Cochranella phenax
- Cochranella pluvialis
- Engystomops coloradorum
- Engystomops guayaco
- Engystomops montubio
- Engystomops randi
- Frostius pernambucensis
- Hyalinobatrachium bergeri
- Hylomantis psilopygion
- Hypodactylus lucida
- Lynchius nebulanastes
- Osornophryne talipes
- Phyllomedusa atelopoides
- Phyllomedusa duellmani
- Phyllomedusa ecuatoriana
- Pristimantis achuar
- Pristimantis altamnis
- Pristimantis kichwarum
- Pseudacris fouquettei
- Truebella
- Truebella skoptes
- Truebella tothastes